# Důkaz (právo)
Důkaz je v případě soudního i správního řízení věc nebo postup, které mohou přispět k objasnění projednávané věci v rámci dokazování, například výpověď, ohledání či rekonstrukce atd. Důkazní prostředek je pak přímo konkrétní věc, která slouží k prokázání určité skutečnosti, je tedy prostředkem k získání důkazu.
Pokud důkaz přímo potvrzuje nebo vyvrací dokazovanou skutečnost, jde o důkaz přímý. Nepřímý důkaz, jinak též indicie nebo marker, má důkazní význam jen ve spojení s jinými důkazy, sám o sobě ke kvalifikovanému závěru nestačí. Jestliže je dokazovaná skutečnost vyvrácena, jde o důkaz vyviňující, v opačném případě o důkaz usvědčující.

## Důkazy v českém trestním řádu
Za důkaz může v trestním řízení sloužit vše, co může přispět k objasnění věci, zejména:
- výpovědi obviněného a svědků – důkaz výpověďmi svědků, znalců a obviněného se provádí zpravidla tak, že se tyto osoby vyslýchají[2]
- znalecký posudek
- věci a listiny důležité pro trestní řízení – věcnými důkazy jsou předměty, kterými nebo na kterých byl trestný čin spáchán, jiné předměty, které prokazují nebo vyvracejí dokazovanou skutečnost a mohou být prostředkem k odhalení a zjištění trestného činu a jeho pachatele, jakož i stopy trestného činu; listinnými důkazy jsou listiny, které svým obsahem prokazují nebo vyvracejí dokazovanou skutečnost vztahující se k trestnému činu nebo k obviněnému
- ohledání
- dále jsou v zákoně jako zvláštní formy důkazů popsány či zmíněny například konfrontace, rekognice, vyšetřovací pokus, rekonstrukce, prověrka na místě, záznam telekomunikačního provozu, důkaz o výslechu přečtením protokolu atd.

Důkaz může vyhledat, předložit nebo jeho provedení navrhnout každá ze stran řízení. Pokud důkaz nevyhledal nebo nevyžádal orgán činný v trestním řízení, není to důvodem k jeho odmítnutí. Důkaz získaný nezákonným donucením nebo hrozbou takového donucení ale nesmí být použit, s výjimkou případu, kdy se použije jako důkaz proti osobě, která takového donucení nebo hrozby donucení použila. Při rozhodování v hlavním líčení, jakož i ve veřejném i neveřejném zasedání smí soud přihlédnout jen k těm důkazům, které byly při tomto jednání provedeny a obviněný má právo se ke všem důkazům vyjádřit. Důkazy se hodnotí podle vnitřního přesvědčení založeného na pečlivém uvážení všech okolností případu jednotlivě i v jejich souhrnu.

## Důkazy v českém občanském soudním řádu
V občanském soudním řízení také mohou jako důkaz sloužit všechny prostředky, jimiž lze zjistit stav věci. Zejména pak:
- výslech svědků
- znalecký posudek
- zprávy a vyjádření orgánů, fyzických a právnických osob,
- notářské nebo exekutorské zápisy a jiné listiny
- ohledání
- výslech účastníků

Účastníci řízení jsou povinni označit důkazy k prokázání svých tvrzení, přičemž soud rozhoduje, které z nich budou provedeny, v některých záležitostech, v nichž je zákonem chráněn veřejný zájem, resp. zvýšená zákonná ochrana některé strany sporu, je ale soud povinen provést i takové potřebné důkazy, které nebyly žádnou ze stran navrženy. Účastníci řízení mají právo se vyjádřit k návrhům na důkazy i k provedeným důkazům. Důkazy hodnotí soud podle své úvahy, a to každý důkaz jednotlivě a všechny důkazy v jejich vzájemné souvislosti; přitom pečlivě přihlíží ke všemu, co vyšlo za řízení najevo, včetně toho, co uvedli účastníci.

## Důkazy v českém soudním řízení správním
Důkazy v soudním řízení správním jsou vesměs obdobné, jako v občanském soudním řízení.
Žaloba musí obsahovat návrhy důkazů, ale soud rozhodne, které z nich provede, přičemž může provést i důkazy jiné, například zopakovat nebo doplnit důkazy provedené správním orgánem. Soud hodnotí důkazy, které sám provedl, i s důkazy provedenými v řízení před správním orgánem jednotlivě i v jejich souhrnu a ve svém rozhodnutí vychází ze skutkového a právního stavu takto zjištěného.

## Důkazy v českém správním řízení
Ve správním řízení lze k provedení důkazů užít všech důkazních prostředků, které jsou vhodné ke zjištění stavu věci a které nejsou získány nebo provedeny v rozporu s právními předpisy. Jde zejména o:
- listiny
- ohledání
- svědeckou výpověď
- znalecký posudek

Účastníci jsou povinni označit důkazy na podporu svých tvrzení. Správní orgán není návrhy účastníků vázán, vždy však provede důkazy, které jsou potřebné ke zjištění stavu věci. Důkaz v odůvodněných případech zajistit i před zahájením řízení, o tomto zajištění důkazu se sepisuje protokol.

## Teorie důkazů
Teorií důkazů se zabývá právní obor nazývaný důkazní právo.

### Dělení důkazů
V trestním řízení se důkazy dělí na usvědčující a ospravedlňující.
Původní důkaz pochází přímo z pramene (např. výpověď očitého svědka), odvozený důkaz ze zprostředkovaného pramene (například reprodukce tvrzení očitého svědka jiným svědkem).
Přímý důkaz přímo potvrzuje nebo vyvrací dokazovanou skutečnost. Nepřímý důkaz dokazuje jinou skutečnost, která však objasňuje dokazovanou skutečnost, a důkazní význam má jen ve spojení s jinými důkazy.